# Sheng Zetian
Sheng Zetian est un lutteur chinois spécialiste de la lutte gréco-romaine né le 6 novembre 1972.

## Biographie
Sheng Zetian participe à trois reprises aux Jeux olympiques (Jeux olympiques d'été de 1992, Jeux olympiques d'été de 1996, Jeux olympiques d'été de 2000) et remporte la médaille de bronze en combattant dans la catégorie des -57 kg lors des trois éditions.